# Harry Larsen
Harry Julius Larsen (4 settembre 1915 – Copenaghen, 12 agosto 1974) è stato un canottiere danese.

## Palmarès

### Olimpiadi
- 1 medaglia:
  - 1 argento (Berlino 1936 nel due senza)

### Europei
- 1 medaglia:
  - 1 argento (Amsterdam 1937 nel due senza)